# Blodriskssnylting
Blodriskssnylting (Hypomyces lateritius) är en svampart som först beskrevs av Elias Fries, och fick sitt nu gällande namn av Tul. & C. Tul. 1860. Blodriskssnylting ingår i släktet Hypomyces och familjen Hypocreaceae.  Arten är reproducerande i Sverige. Inga underarter finns listade i Catalogue of Life.

## Källor

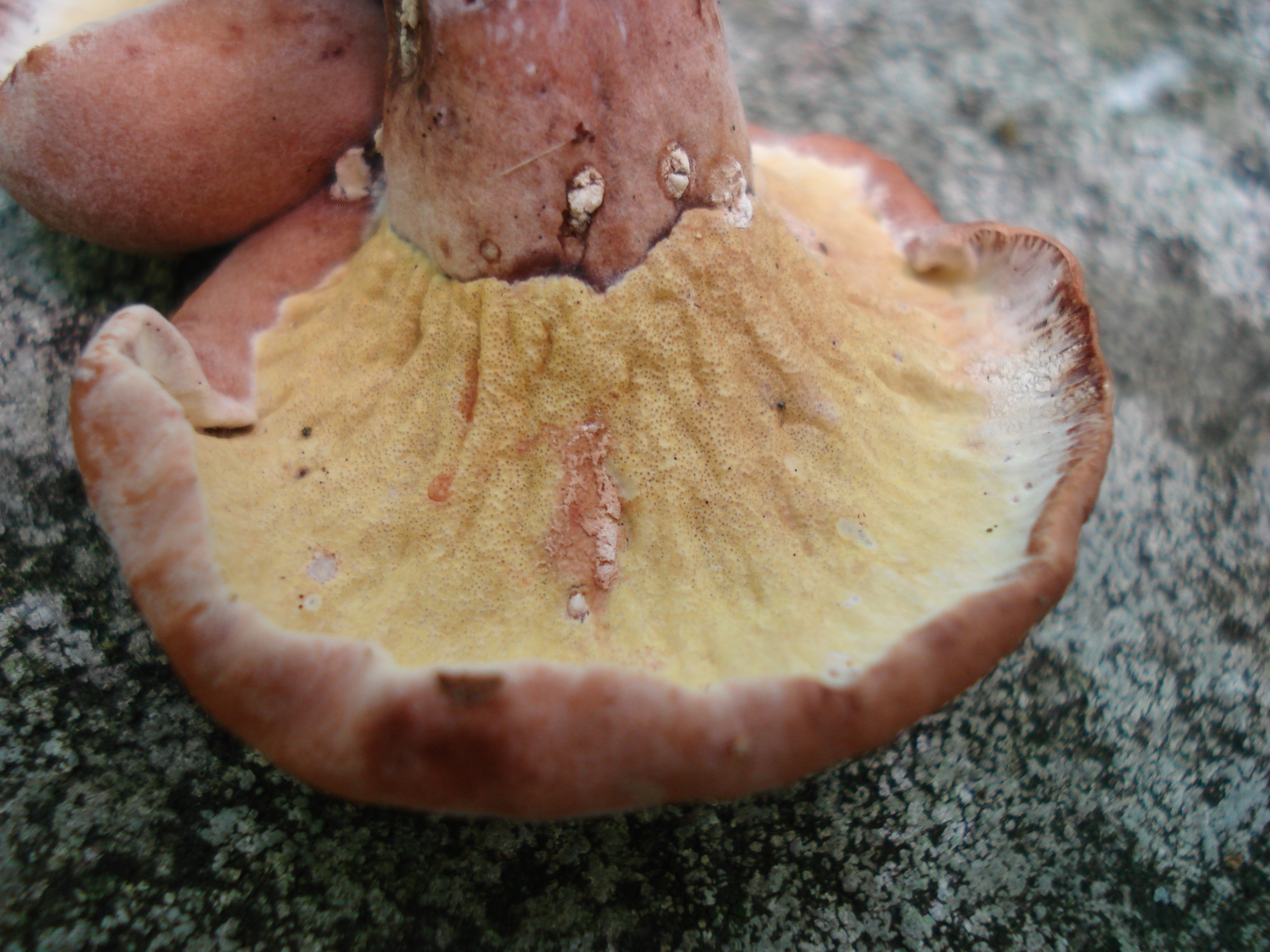
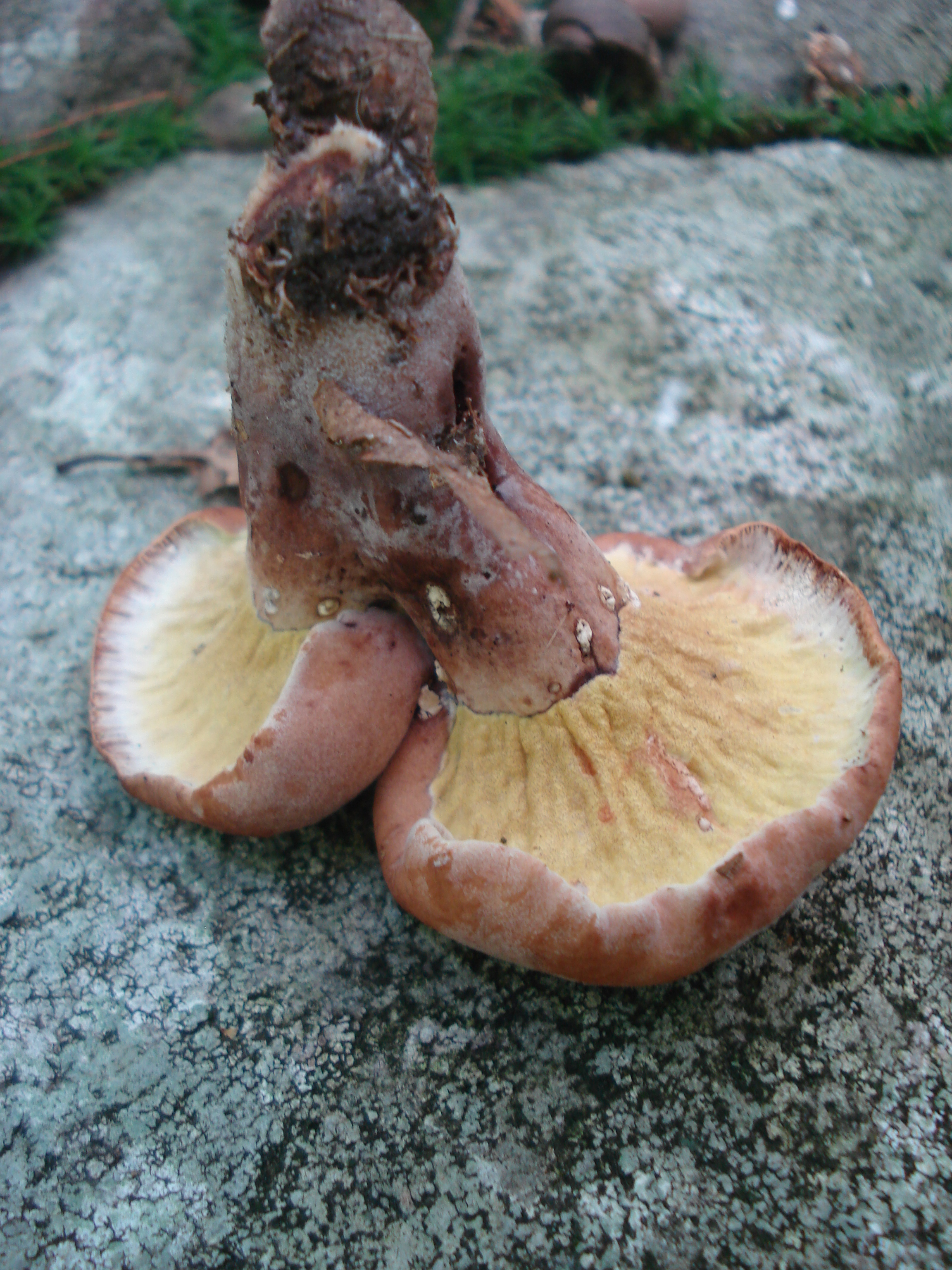
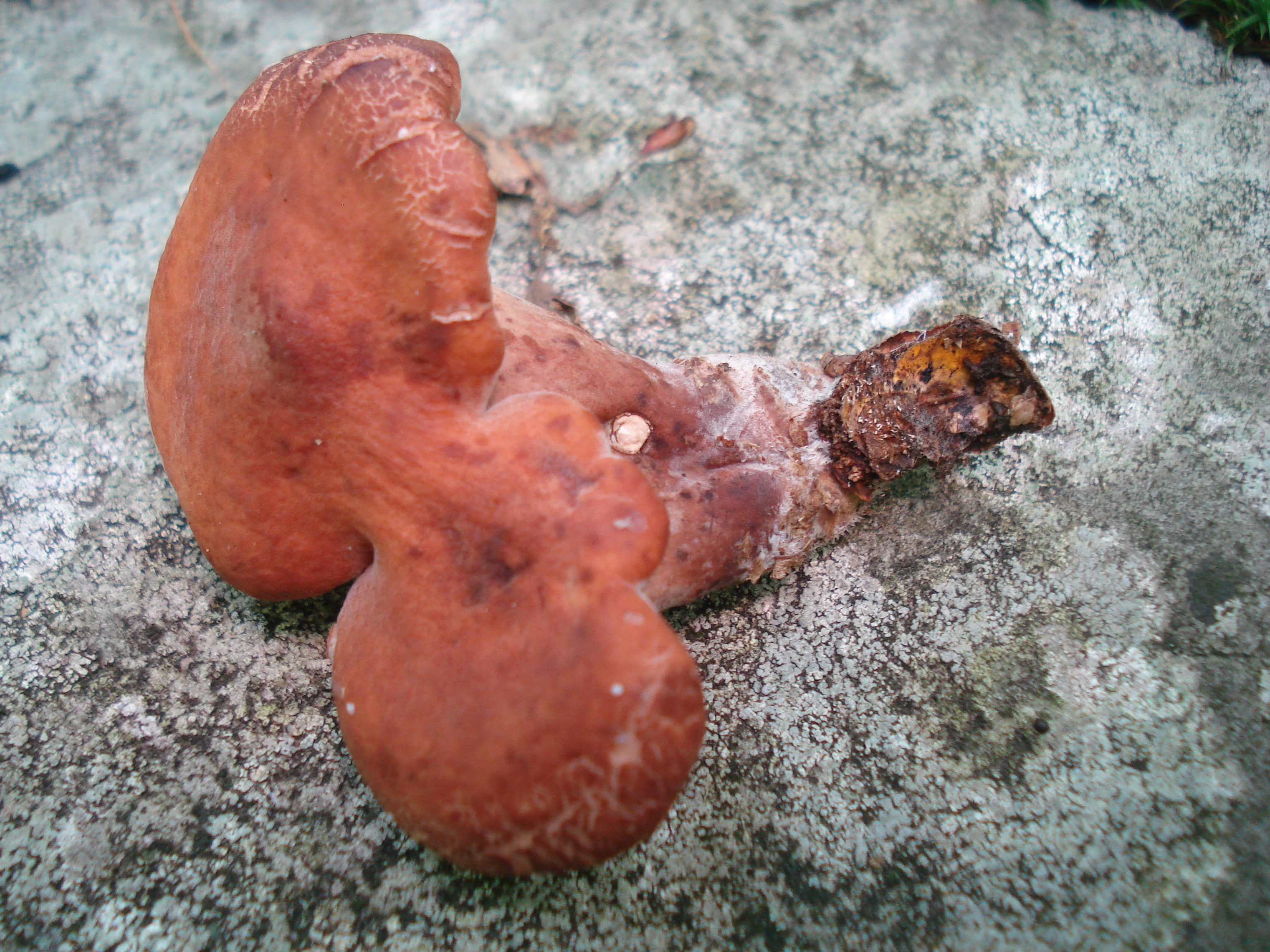